# Сапы
Сапы (лат. Batrachoides) — род морских лучепёрых рыб из семейства батраховых (Batrachoididae). Его наименование образовано от греческих слов βάτραχος — лягушка и oides — похожий. Представители рода распространены в Атлантическом и Тихом океанах. Длина тела составляет от 17 до 57 см. Это придонные хищные рыбы, поджидающие добычу в засаде.

## Классификация
На декабрь 2018 года в род включают 9 видов:
- Batrachoides boulengeri C. H. Gilbert & Starks, 1904
- Batrachoides gilberti Meek & Hildebrand, 1928
- Batrachoides goldmani Evermann & Goldsborough, 1902
- Batrachoides liberiensis (Steindachner, 1867)
- Batrachoides manglae Cervigón, 1964
- Batrachoides pacifici (Günther, 1861)
- Batrachoides surinamensis (Bloch & J. G. Schneider, 1801)
- Batrachoides walkeri Collette & Russo, 1981
- Batrachoides waltersi Collette & Russo, 1981